# Jegor Petuchow
Jegor Sergejewitsch Petuchow (russisch Егор Сергеевич Петухов; * 28. Februar 1994 in Barnaul) ist ein russisch-kasachischer Eishockeyspieler, der seit 2018 bei Barys Astana/Nur-Sultan in der Kontinentalen Hockey-Liga unter Vertrag steht.

## Karriere
Jegor Petuchow begann seine Karriere als Eishockeyspieler bei Altayskie Berkuty Barnaul in der russischen Juniorenliga Molodjoschnaja Chokkeinaja Liga B. Von 2013 bis 2015 spielte er bei Kristall Berdsk in der klassenhöheren Molodjoschnaja Chokkeinaja Liga. Anschließend wechselte er zu Nomad Astana, der zweiten Mannschaft des KHL-Klubs Barys Astana, in die kasachische Meisterschaft, die er mit dem Klub 2017 gewinnen konnte. Seit 2018 spielt er für Barys in der KHL.

### International
Petuchow, der über die russische und die kasachische Staatsbürgerschaft verfügt, nahm mit der kasachischen Nationalmannschaft erstmals an der Weltmeisterschaft 2018 in der Division I teil. Auch bei der Weltmeisterschaft 2019 spielte er mit dem kasachischen Nationalteam in der Division I. Der dabei errungene Aufstieg in die Top-Division konnte wegen der weltweiten COVID-19-Pandemie jedoch erst bei er Weltmeisterschaft 2021, als Petuchow mit seiner Mannschaft Platz zehn und damit das beste Ergebnis der kasachischen WM-Geschichte erreichte, wahrgenommen werden. Auch 2022 spielte er in der Top-Division. Zudem vertrat er seine Farben bei der Olympiaqualifikation für die Winterspiele in Peking 2022.

## Erfolge und Auszeichnungen
- 2017 Kasachischer Meister mit Nomad Astana
- 2019 Aufstieg in die Top-Division bei der Weltmeisterschaft der Division I, Gruppe A